# محمد عبد الله الفريح
محمد بن عبد الله بن محمد الفريح هو كاتب سعودي حاصل علي بكالوريوس مكتبات ومعلومات 1409هـ، 1989م يكتب في صحيفة عناوين ويعمل مدير إدارة النشر والترجمة - شركة العبيكان للتعليم. 

## النشأة والتعليم
محمد عبد الله الفريح من آل سلمي من الحميضات من بني العنبر بن عمرو بن تميم .حاصل على شهادة البكالوريوس في المكتبات والمعلومات وخبير في مجال النشر منذ عام 1990م، وعضو في أول مجلس إدارة لجمعية المكتبات والمعلومات السعودية .

## مولفات
• الدليل الشامل لإصدارات جامعة الملك سعود يقع في (280 ص) عربي، إنجليزي)
• دليل إصدارات الجامعة بطبعاته الرابعة والخامسة والسادسة.
• كتابة مجموعة من المقالات ببعض الصحف والمجلات السعودية.
• كتاب فن إدارة المواقف (إلهام للقرارالصحيح) 1429هـ-2008 م.
• كتاب النهر الجاري (حكم وروائع من واقع الحياة) 1430 هـ -2010 م .
• كتاب خذ الكتاب بقوة (روائع مما قيل في الكتاب) 1431 هـ ـ 2011 م.
• كتاب (inspiring stories) 1431 هـ 2011 م
• كتاب القوة الهادئة (كيف لتغيير طريقة تفكيرك ان تغير العالم من حولك). 1434 هـ 2013 م.
• تصميم برنامج قاعدة بيانات مطبوعات جامعة الملك سعود.
• تصميم برنامج قاعدة البيانات الشاملة لإصدارات الجامعة من الكتب والدوريات والنشرات والأدلة.
• تصميم برنامج معرض الرياض الدولي للكتاب لإدخال بينات الكتب والناشرين.
• الإشراف الفني الكامل على تحويل قواعد البينات الخاصة بمطبوعات الجامعة من ديبيس تحت نظام تشغيل الدوس إلى نظام الأكسس تحت نظام تشغيل الويندوز.